# أسفل الخط (صناعة الأفلام)
أسفل الخط هو مصطلح مشتق من أعلى ورقة من ميزانية فيلم عن الصور المتحركة، برامج تلفزيونية، الأفلام الصناعية، الأفلام المستقلة، أفلام الطلبة والأفلام الوثائقية، وكذلك الإعلانات التجارية. «الخط» في «أقل من خط» يشير إلى الفصل بين تكاليف الإنتاج بين السيناريو وكتاب القصة، المنتجين، المخرجين والممثلين والصب ("فوق الخط") وبقية أفراد الطاقم، أو فريق الإنتاج. 
تعمل الورقة العلوية من ميزانية أي مشروع إبداعي فقط كمرجع سريع إلى وثيقة ميزانية رئيسية مفصلة ومرفقة بالكامل، والتي تتضمن إجمالي النفقات بما في ذلك الضرائب الفيدرالية والولائية والمحلية، بالإضافة إلى التأمين ضمن الإنتاج بأكمله، وأو حوافز الإنتاج. عادةً ما يتم تعيين هذه المهمة الشاقة إلى مدير الإنتاج أو UPM الإنتاج  ويجب إكمالها قبل بدء التصوير الرئيسي لأي مشروع.

## طاقم أسفل الخط
تعمل بعض أطقم الأفلام السينمائية والتلفزيونية الموجودة أسفل الخط في مراحل ما قبل الإنتاج أو الإنتاج أو ما بعد الإنتاج من صناعة الأفلام. على سبيل المثال، قد يعمل محرر الفيلم فقط في مرحلة ما بعد الإنتاج للتصوير، لكنهم قد يعملون أيضًا طوال فترة الإنتاج، وتحرير الفيلم أثناء تصويره وإبلاغ المخرج إذا ومتى كانت هناك حاجة إلى لقطات أو مشاهد إضافية. من ناحية أخرى، يكون مشغل الازدهار في الغالب قيد الإعداد أثناء التصوير لأنه يتعين عليهم التقاط حوار الممثلين بالإضافة إلى الضوضاء المحيطة عند تسجيل المشهد.
ينتمي هذا النوع المعين من طاقم الفيلم عادة إلى نقابة أو طائفة. بعض النقابات و / أو الطوائف التي تمثل طاقم أسفل الخط تمثل: IATSE ، والمصور السينمائي الدولي للنقابة (وهي منظمة IATSE)، وسائقو الشاحنات، نقابة المحررين السينمائية، نقابة الرسوم المتحركة، ومحررين صوت الصورة.
عادة ما يكون الأمر كذلك بالنسبة للطاقم «أسفل الخط» للعمل مقابل أجر بالساعة، على عكس الأجر المحدد، أو الأجر التعاقدي المتفاوض عليه في المقدمة، أو النهاية الخلفية لأي مشروع معين. هؤلاء العمال مسؤولون عن عدد من المهام الأخرى المجهولة والمتطلبة التي يجب إكمالها لتحقيق الهدف المشترك المتمثل في إنشاء فيلم أو برنامج تلفزيوني. يمكن اعتبار هذه المواقف «أقل بريقًا» والجزء الذي لا يُذكر في صناعة الأفلام. ومع ذلك، فإن العديد من الأفراد المخلصين والعمل الجادين حققوا عيشًا جيدًا مع وظائف «أسفل الخط»، سواء كان ذلك في صناعة الأفلام المستقلة أو في استوديو أفلام كبير.

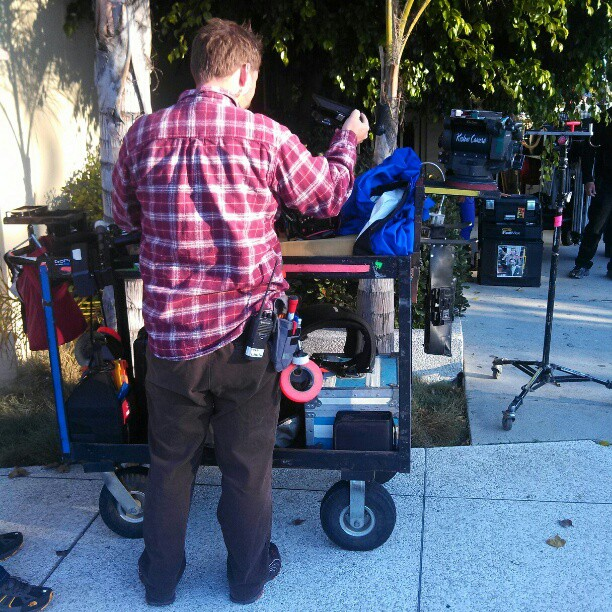
ستاديكام مع مسكة دوللي في مركز أولمبيا الطبي Miracle Mile على موقع المسلسل التلفزيوني Southland

ضمن العديد من المناصب المبتدئة المتاحة لاكتساب المعرفة بالصناعة، مثل فنيي الإضاءة، والمقابض، والمقاولين، وفناني الأداء البهلواني، وسيد الملكية، وADR ، وFoley ، ورسامي المجموعة أو أي عامل مسرحي، وما إلى ذلك، يمكن للمرء أن يكتسب المعرفة والمهارة من هؤلاء، والعديد من المناصب الرئيسية الأخرى في صناعة السينما. تم إنشاء العديد من المدارس والمنظمات غير الربحية لتدريب الشباب والأفراد المهتمين الآخرين لإعداد وتعليم حرفة قد لا تكون متاحة بخلاف ذلك في نظام المدرسة التقليدي. تقوم هذه المنظمات بالتدريس حول مصطلحات الأفلام والفيديو والمعدات والمهارات الحياتية، وهي ضرورية لسوق الترفيه شديد التنافسية في الوقت الراهن.